# سوتلی (استان آرخانگلسک)
سوتلی (به لاتین: Svetly) یک منطقهٔ مسکونی در روسیه است که در استان آرخانگلسک واقع شده‌است.